# Sulejman I.
Sulejman I. (6. studenoga 1494. – 7. rujna 1566.), zvani Veličanstveni (također na turskom: Süleyman I Kanuni, Zakonodavac) bio je osmanski sultan. Njegove supruge bile su sultanija Hürrem (zakonita supruga) i sultanija Mahidevran. Imao je osmero djece (s Mahidevran četvero od kojih je samo jedan sin ostao živ, a s Hürrem petero). Dok je bio mlađi, Poljakinja Gulfem mu je rodila dijete koje je pri porodu umrlo. Njegova majka je bila Ajše Hafsa, a otac sultan Selim I.

## Rani život
Sulejman se rodio u Trabzonu, 6. studenog 1494. Njegova majka je bila petnaestogodišnja Ajše Hafsun (1479. – 1534.). Njegov otac je bio osmanski sultan, Selim I. U dobi od sedam godina počinje izučavati biologiju, povijest, književnost i teologiju. Znanja o vojsci i ratovanju izučava u palači Topkapi u Carigradu. Kao mladić se sprijateljio s Ibrahimom, mladićem kojeg su Osmanlije zarobili u Grčkoj. Sulejman je prvo postavljen kao guverner Kaffe (današnje Feodosije, pa Saruhana (Manise) i na kraju Drinopolja. Ubrzo umire Selim I. i Sulejman preuzima prijestolje.

## Sultanovanje
Sulejman I. dolazi na tron poslije smrti oca Selima I.,  22. rujna 1520. godine. Pri preuzimanju trona, Sulejman I. je opisan od strane Mletačkog poslanika, Bartolomea Contarinia: “On je dvadesetšesto godišnji mladić, visok, kompleksnog lica. Vrat mu je izdužen, lice naglašeno, nos orlovski. Ima malene brkove i rijetku bradu. Rekao je da će biti milostiv vladar, poklonik znanosti i da se svi mogu nadati poštenoj vladavini.”
Nedugo po preuzimanju vlasti on objavljuje rat ugarsko-hrvatskoj državi i već 1521. godine zauzima strateški važan Beograd u bitci za kojega je bio poražen njegov predak Mehmed II. osvajač. Pet godina kasnije u Mohačkoj bitci dolazi do uništenja ugarske države čije mjesto kao neprijatelj sada zauzima Habsburška monarhija.
1521. je u roku od tri tjedna osvojio Beograd. U to je vrijeme beogradska tvrđava slovila kao najjača na Balkanu. 1522. se iskrcao na Rodu i u prosincu iste godine zauzeo tvrđavu. Jednostavno je opsadom izgladnio branitelje, pa su se na kraju morali predati. Četiri godine kasnije zapečatio je sudbinu Ugarske u bitki kod Mohača, u kojoj je poginuo i ugarsko-hrvatski kralj Ludovik II. Osmanska vojska se, doduše, još prije kraja godine povukla, ali je oko nasljeđa prijestolja došlo do sukoba između Habsburgovca Ferdinanda I. i mađarskog Ivana Zapolje koji je zatražio osmansku pomoć. Na kraju je zapadni dio Mađarske potpao pod Austriju, dok je Zapolja Mirom u Velikom Varadinu priznat kraljem ostatka Ugarske, ali pod osmanskom vrhovnom vlašću. Nakon njegove smrti 1540. Visoka Porta zauzima srednju trećinu nekadašnje Mađarske, a Zapoljinom sinu ostavlja samo Sedmogradsku.
U međuvremenu je Sulejman I. iskoristio priliku i 1529. prvi put opsjeo Beč, ali bez uspjeha. Nakon samo 19 dana bio je prisiljen prekinuti opsadu iznenadnim početkom zime. Pa ipak je, kao posljedicu ovog konflikta, Austrija morala dugotrajno plaćati danak Osmanskom carstvu. 1533. je došlo do nestabilnog mira koji će često biti prekidan. Sulejman je i na drugim područjima napredovao: 1534. Mezopotamija s Bagdadom, 1534. Azerbajdžan, 1540. dijelovi Dalmacije, 1547. veliki dijelovi Jemena.
Nastavljajući u Aziji i Africi politiku svoga oca Sulejman uspijeva osvojiti današnju Libiju, Tunis i Alžir kao i proširiti posjede u Iraku. U bitci za Maltu njegova desantna armija je 1565. godine potučena.
1566. osmanske trupe ponovo kreću prema Beču s namjerom da osvoje glavni austrijski grad. Malo prije dolaska na cilj, Sulejman I. umire, a na samrtnoj postelji zapovijeda svojim generalima uređeno povlačenje kako ne bi došlo do kaosa i prijepora oko nasljeđa krune.
Sulejmana I. Velikog smrt zatječe 5. rujna 1566. godine pri opsadi Sigeta kojega brani Nikola Šubić Zrinski. Poslije borbe između djece koja se odvijala za sultanova života njegov nasljednik postaje Selim II. 
U vrijeme Sulejmana zasnovani su i uži odnosi s europskim silama. 1526. godine potpisana je prva tzv. "kapitulacija" s Francuskom s kojom je dogovorena slobodna trgovina, a na Francusku prenijeto pravo sudbene vlasti nad njenim građanima na teritoriju Osmanskog Carstva.

## Vanjske poveznice
- Istorijska biblioteka: Sulejman I Veličanstveni

| Prethodnik Selim I. | Vladar Osmanskog Carstva (1520. – 1566.) | Nasljednik Selim II. |